# Osburger Hochwald

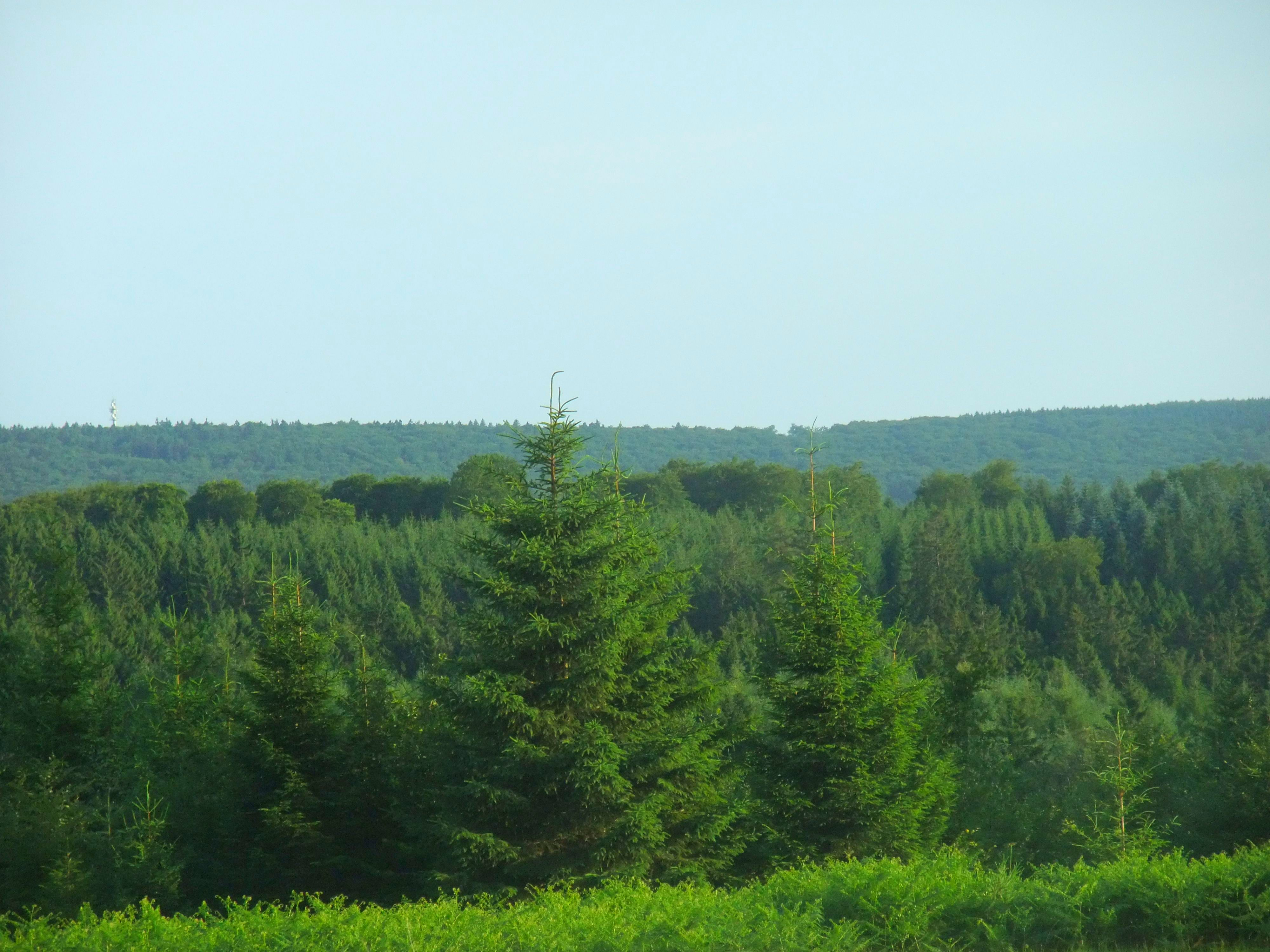
Osburger Hochwald bei Farschweiler

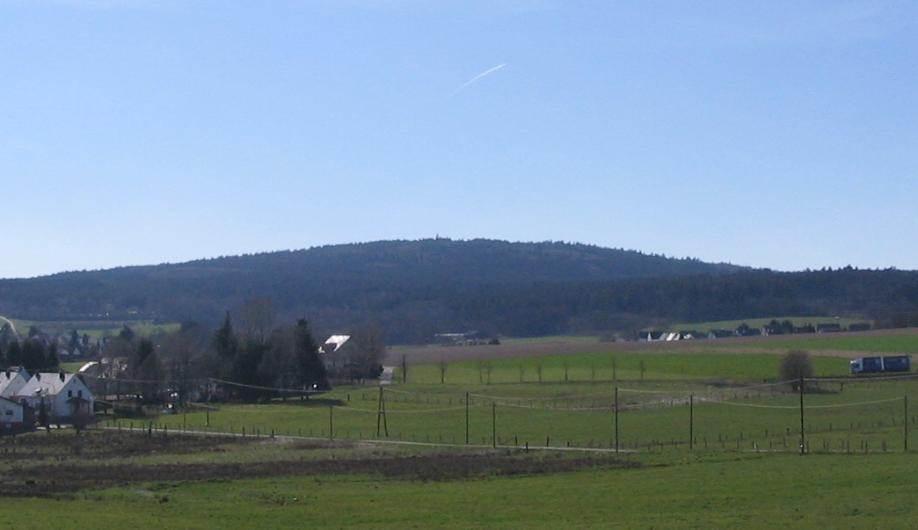
Rösterkopf bei Reinsfeld

Der Osburger Hochwald ist ein 75 km² großer und bis 708,1 m ü. NHN hoher Höhenzug des Hunsrücks, dem südwestlichen Teil des Rheinischen Schiefergebirges. Er liegt im rheinland-pfälzischen Landkreis Trier-Saarburg und bildet mit dem Schwarzwälder Hochwald den Hochwald des Hunsrücks.
Die örtlich gesprochene Mundart Hohwäller gehört zur Moselfränkischen Dialektgruppe.

## Geographie

### Lage
Der Osburger Hochwald liegt südwestlich des Idarwaldes und nordwestlich des Schwarzwälder Hochwaldes. Auf dem gesamten Höhenzug, der in Nordost-Südwest-Richtung 20 km lang und in Südost-Nordwest-Richtung 7 km breit ist, befinden sich Teile des Naturparks Saar-Hunsrück.
Am Nordrand des Höhenzugs liegt Osburg, am Nordostrand Beuren, am Südostrand Reinsfeld und Schillingen, am Südwestrand Zerf und am Westrand Holzerath.
Ein Grenzpunkt zwischen den Gemarkungen von Osburg und Reinsfeld ist der Gezeichnete Baum.
Die höchsten Erhebungen des Osburger Hochwaldes sind der Rösterkopf (708,1 m) bei Osburg und die Hohe Wurzel (669 m) bei Beuren. Nach Nordosten senkt sich der Höhenzug auf etwa 490 m und nach Südwesten (Ruwertal) auf etwa 390 m Höhe ab.
Am Fuße des Rösterkopfs liegt der Ruwerspring als Quelle der Ruwer, ein rechter Nebenfluss der Mosel. Durch den Osburger Hochwald verläuft die Wasserscheide zwischen Mosel (Feller Bach, Ruwer) und Saar (Wadrill/Prims).

### Naturräumliche Zuordnung
Der Höhenzug bildet in der naturräumlichen Haupteinheitengruppe Hunsrück (Nr. 24) und in der Haupteinheit Hoch- und Idarwald (242) die Untereinheit Osburger Hochwald (242.3). Im Süden schließt sich in der Untereinheit Schwarzwälder Hochwald (242.0) der Naturraum Greimerather Hochwald (242.00) an. Die Landschaft fällt nach Südosten in die Untereinheit Keller Mulde (243.3) ab und nach Nordosten in den zur Untereinheit Mittlere Hunsrückhochfläche (243.2) gehörenden Naturraum Hermeskeiler Mulde (243.20), die beide zur Haupteinheit Hunsrückhochfläche (243) zählen. Nach Westen fällt sie in den Naturraum Ruwerengtal (246.31) ab und nach Nordwesten bis Norden in den Naturraum Osburger Hunsrück (246.32), die beide in der Haupteinheit Saar-Ruwer-Hunsrück (246) zur Untereinheit Ruwer-Hunsrück (246.3) gehören.

## Landschaftsraum
Der Höhenzug des Osburger Hochwaldes ist fast vollständig bewaldet. Er ist durch mehrere, teilweise tief eingeschnittene Kerbtäler zerschnitten. Den überwiegenden Teil des Landschaftsraums nehmen Misch- und Nadelwälder ein. Auch Buchenwälder stocken auf den sandigen Quarzit-Böden. Im Süden und Westen sind Niederwälder erhalten. Die flachgründigen Böden sind dort an den Hängen zum Ruwertal durch Vorkommen von Trockenwald charakterisiert.
In den Hangmulden an der Grenze von Quarzit und Tonschiefer treten zahlreiche Quellbäche aus. Hier sind einzelne Bruch- oder Moorwälder erhalten. Die Offenlandbereiche liegen meist im Umfeld der wenigen Siedlungsflächen und werden überwiegend landwirtschaftlich genutzt. Zu diesen Bereichen gehören auch Magerwiesen, Borstgrasrasen und Feuchtwiesen.

## Geschichte
Zeugnisse aus dem Neolithikum (2. bis 3. Jahrtausend v. Chr.) sind der Menhir von Farschweiler, der Menhir von Bescheid, der Stein von Beuren, das Hünengrab bei Bonerath/Holzerath und andere. Aus der Latènezeit (1. Jahrtausend v. Chr.) stammen etliche Hügelgräber. In römischer Zeit (1. bis 4. Jahrhundert n. Chr.) entstanden zahlreiche Einzelgehöfte nebst Badeanlagen und Gräberfeldern. Eine römische Straße führte von Trier in Richtung Hermeskeil. Die keltische Sprache der Treverer wurde noch bis ins 4. Jahrhundert gesprochen (s. Hieronymus).
Im Mai 1967 wurde der Osburger Hochwald e. V. gegründet, der 1970 umbenannt wurde zum Erholungsgebiet Hochwald zwischen Mosel und Saar e. V. Der Sitz war zunächst in Trier, später in Kell am See.

## Verkehr und Wandern
Durch den Osburger Hochwald führen mehrere Gemeinde-, Kreis- und Landesstraßen und durch seinen Nordostteil die Bundesautobahn 1.
Mehrere ausgeschilderte Wanderwege führen durch den Osburger Hochwald. Der Hauptwanderweg verläuft zwischen Zerf und Büdlicherbrück (ca. 30 km) und ist mit OH gekennzeichnet. Um das Waldgebiet herum verläuft der Große Rundweg (Kennzeichnung GR), der eine Länge von 76 km hat und 1722 Höhenmeter überwindet.
Am Weg liegen der Keller Stausee, die Freizeitanlage am Flonterbach bei Schillingen, die Ruwer, die Freizeitanlage am Holzerather Weiher, das Großsteingrab Bonerath (Drei Mörder), die Riveristalsperre, das Kleine Dhrontal mit der Bescheider Mühle sowie die Freizeitanlage an der Fischerhütte bei Beuren. Am Weg liegen die Orte Kell am See, Reinsfeld, Hinzert-Pölert, Beuren, Bescheid, Lorscheid, Farschweiler, Osburg, Riveris, Bonerath, Holzerath, Schöndorf, Hinzenburg, Lampaden, Paschel, Vierherrenborn, Zerf, Mandern, Heddert und Schillingen.
Der Rösterkopf-Rundwanderweg (Kennzeichnung RR) hat eine Länge von 10,4 km und überwindet 170 Höhenmeter. Am Weg liegen der Forstort Ruwerspring, 
die Edrieshütte der Sektion Trier des Deutschen Alpenvereins an der Edriesbachquelle, das Quellgebiet des Grindelbaches oder der Knüppeldamm über das Quellmoor Weyrichsbruch am Ellersbach. Wanderparkplätze befinden sich in den Ortsrandlagen von Reinsfeld, Kell am See und Holzerath.
Die sechs Themenwanderwege Gewässerprojekt Ruwer und Nebenbäche sind als Rundwanderwege ausgeschildert und tragen die Bezeichnungen RuT1 bis RuT6.
An verschiedenen markanten Punkten im Wald befinden sich Rettungspunkte, Anfahrpunkte für Rettungsfahrzeuge.